# サンブーカ・ピストイエーゼ
サンブーカ・ピストイエーゼ(伊: Sambuca Pistoiese)は、イタリア共和国トスカーナ州ピストイア県にある、人口約1,400人の基礎自治体（コムーネ）。

## 地理

### 位置・広がり

#### 隣接コムーネ
隣接するコムーネは以下の通り。括弧内のBOはボローニャ県、POはプラート県所属を示す。
- アルト・レーノ・テルメ (BO)
- カムニャーノ (BO)
- カンタガッロ (PO)
- カステル・ディ・カージオ (BO)
- ピストーイア

### 気候分類・地震分類
サンブーカ・ピストイエーゼにおけるイタリアの気候分類 (it) および度日は、zona E, 2594 GGである。
また、イタリアの地震リスク階級 (it) では、zona 2 (sismicità media) に分類される。

## 行政

### 分離集落
サンブーカ・ピストイエーゼには以下の分離集落（フラツィオーネ）がある。
- Bellavalle, Campeda, Carpineta, Castello di Sambuca, Corniolo, Frassignoni, L'Acqua e Lentula, Lagacci, Monachino, Pàvana, Posola, San Pellegrino, Taviano (sede comunale), Torri, Treppio

## 姉妹都市
- Amgala、サハラ・アラブ民主共和国